# 오르도스부
오르도스부(ᠣᠷᠳᠤᠰ，키릴문자:Ордос, 한자: 鄂爾多斯部, 阿尔秃厮部)는 북원 시대와 청나라 시기에 내몽골에 있던 몽골 부락의 하나이다. 별칭은 지농부(濟農部)이다. 현재의 내몽골 오르도스고원을 중심으로 존속하던 몽고부락이다. 오르도스라는 칭호는 15세기 말에 등장한다.
오르도스부의 칸은 다얀 칸과 칭기즈 칸의 직계 후손으로, 북원의 대칸 바투몽케 다얀 칸의 셋째 아들이자 쌍둥이였던 바르수볼라드에게 분봉된 곳이었다. 바르수볼라드는 우익 지농이자 오르도스를 직할령으로 삼았다. 바르수볼라드의 장남 군빌리크가 오르도스와 우익 지농직을 계승하고 차남은 알탄 칸으로 투메드부의 칸이 되었다. 1636년 오르도스부의 칸 투바 칸이 후금에 항복하였고, 홍타이지는 오르도스부를 내몽골 6기에 편입시켰다. 1649년 청나라는 투바 칸의 형이자 전임자이며 그 때까지 생존해있던 의린친 칸을 오르도스부의 수령으로 승인하고, 이후 오르도스부의 칸과 주요 아들들을 다라군왕, 패륵, 패자로 봉하였다.

## 오르도스부의 역대 통치자
몽골 제국이 붕괴되기 전까지 우익 지농직을 세습했다. 알탄 칸의 생존시에는 사실상의 우익 3투멘의 영향력은 그가 행사했다.
- 바르수볼라드 칸(? ~ 1517, 1519 ~ 1531)
- 군빌리크 메르겐 지농(1531 ~ 1542)
- 노얀다라 지농(1542/1543 ~ 1572)
- 부얀 바하투르 타이지(1573 ~ 1576)
- 보쇼크투 지농(1577 ~1624)
- 에르친 지농(1624 ~ 1635)
- 투바 칸(1630 ~ 1635)